# Franz Josef Rottels
Franz Josef Rottels (* 20. März 1812 in Büttgen im Kreis Neuss; † 1890) war ein deutscher Reichsgerichtsrat.

## Leben
Sein älterer Bruder war der Pädagoge Johann Theodor Rottels, der im Kreis von Görres aktiv war. 1839 wurde er auf den preußischen Landesherrn vereidigt. Franz Josef Rottels gab während seiner Assessorenzeit von 1846 bis 1848 mit seinem älteren Bruder die Zeitschrift „Kritische Blätter zur Beurtheilung der Bewegungen unserer Zeit auf dem Gebiete des religiösen, politischen und socialen Lebens vom Standpunkte des Christenthums“ heraus. Das Blatt endete Mitte 1848 mit der Wahl des Bruders in den preußischen Landtag von 1848. Im selben Jahr wurde er etatmäßiger Assessor. 1853 wurde er zum Landgerichtsrat ernannt. 1867 war er das in Aachen. 1868 folgte seine Beförderung zum Appellationsgerichtsrat. 1871 wurde der Appellationsgerichtsrat in Köln Altkatholik. So referierte er auf dem II. Kongress der Altkatholiken in Köln 1872. Er war Protagonist der Eingabe der Kölner Altkatholiken im November 1871 an den Kriegsminister Roon zur Mitbenutzung der als Garnisonskirche genutzten St. Pantaleonskirche. Als am 2. Februar 1872 die Kölner Altkatholiken von dieser Ministererlaubnis Gebrauch machten, wies Feldpropst Franz Adolf Namszanowski den Divisionspfarrer Lünnemann an, die Kirche zu meiden. Da er dem Befehl des Kriegsministers auf Rückgängigmachen dieser Anordnung mit Billigung des Papstes nicht nachkam, war dies eine weitere Eskalationsstufe des „Kulturkampfs“, da schließlich die Feldpropstei suspendiert wurde. Trotz des sich ankündigenden innenpolitischen Kurswechsels (Franckensteinsche Klausel) wurde er 1878 zum Rat beim preußischen Obertribunal ernannt und im nächsten Jahr an das neue Reichsgericht berufen. Er gehörte bis zu seiner Pensionierung am 1. Juni 1882 dem II. Zivilsenat des Reichsgerichts an.

## Werke
- mit Johann Theodor Rottels (Hrsg.): Kritische Blätter zur Beurtheilung der Bewegungen unserer Zeit … vom Standpunkte des Christenthums, 1846–1848.
- Herr Prof. Dr. Carl Vogt als Lehrer der Urgeschichte des Menschen und Mission des Materialismus, Aachen 1867.